# Damar (Kansas)
Damar es una ciudad ubicada en el de condado de Rooks en el estado estadounidense de Kansas. En el año 2010 tenía una población de 132 habitantes y una densidad poblacional de 504,44 personas por km².

## Geografía
Damar se encuentra ubicada en las coordenadas 39°19′9″N 99°35′3″O / 39.31917, -99.58417 (39.319144, -99.584156).

## Demografía
Según la Oficina del Censo en 2000 los ingresos medios por hogar en la localidad eran de $27,917 y los ingresos medios por familia eran $31,563. Los hombres tenían unos ingresos medios de $25,625 frente a los $9,583 para las mujeres. La renta per cápita para la localidad era de $11,796. Alrededor del 7.1% de la población estaban por debajo del umbral de pobreza.